# Мегрец
Мегрец (δ UMa) — одиннадцатая по светимости звезда в созвездии Большой Медведицы.

## Описание
Мегрец является одиночной звездой, но визуально кратной звёздной системой, в составе Collinder 285 (Движущаяся группа звёзд Большой Медведицы). Звезда находится в высокой плотности звездообразования, около ядра группы движущихся звёзд, поэтому данные из исследований проявляют широкую «двойственность», ввиду гравитационного взаимодействия в настоящем на звезду, от её близких компаньонов, так и взаимодействий на звезду миллионы лет назад, когда её звезды — компаньоны отдалялись от неё.
Потенциально, звезды — компаньоны двигающиеся в одном направлении и имеющие схожую скорость, а также близки к звезде (в пределах до 15 световых лет), с учётом формирования в общем молекулярном облаке и отдаления со временем друг от друга, можно выделить нескольких, которые так или иначе взаимодействуют на звезду или могли взаимодействовать в прошлом: HIP 59496, HIP 61100, HIP 61946, HIP 65327, HIP 65477 с расстояниями от звезды: 2.73, 4.11, 5.43, 12,85, 13.96 св. лет.
Также, в каталоге двойных звёзд, таком как Вашингтонский каталог визуально двойных звёзд (WDS), для двойных используются довольно простые критерии, такие как близость в плоскости неба, собственное движение. Поэтому, звезда Delta Ursae Majoris считается фактически кратной системой, с учётом близкого лучевого угла и скоростью движения с TYC 3837-884-1 (δ UMa B) и TYC 3837-771-1 (δ UMa С). Первая звезда отдалена от нас на 858.71 св. лет, а вторая 944.12 св. лет. δ UMa D и δ UMa E находятся ещё дальше с видимой звёздной величиной 18.4m и 19.3m соответственно, о них данные отсутствуют, ввиду расположения за звездой.
Delta Ursae Majoris является ярким карликом спектрального класса А2Vn возрастом около 395 млн. лет, с массой 2.41M☉ и радиусом 2.17R☉. Температура звезды в среднем 8564 К со светимостью в 25L☉. Звезда находится в 81.057 св. годах от Солнца с видимой звёздной величиной 3.287 m.

## Название звезды
Имя собственное Мегрец — для звезды Delta Ursae Majoris было утверждено Международным астрономическим союзом в июле 2016 года как основное для стандартизации имён собственных, более известных и узнаваемых населению звёзд на небе.